# Renée Fleming
Renée Fleming (Indiana, Pennsilvània, 14 de febrer de 1959) és una soprano estatunidenca que canta principalment òpera. Se la considera una de les més importants sopranos de l'actual panorama operístic. La bellesa del seu timbre i la seua presència escènica l'han situat entre les favorites dels teatres d'òpera i sales de concert d'arreu del món.

## Petita biografia
Fleming va nàixer a Indiana, Pennsilvània l'any 1959 i va créixer a Rochester, Nova York. El seu pare i la seva mare eren professors de cant. També té una germana música.
Es va donar a conèixer l'any 1988, arran d'un gran èxit com a Comtessa en Les noces de Fígaro de Mozart a la Houston Grand Opera. L'any 1989 va debutar a la New York City Opera i a la Royal Opera House, Covent Garden. L'any 1991 va fer el seu debut al Metropolitan Opera. El 1997 va cantar la seua primera Manon a l'Opéra Bastille amb excel·lents crítiques.
De jove, Fleming gaudia de la música popular i admirava el talent de Joni Mitchell entre d'altres. A banda d'òpera, ha interpretat música contemporània, musicals de Broadway i altres gèneres de música popular.
Va cantar en l'estrena mundial de The Ghosts of Versailles, de John Corigliano, al Metropolitan Opera; en les primeres funcions de Susannah, de Carlisle Floyd, a la Lyric Opera of Chicago; i el paper de Blanche en l'estrena mundial de A Streetcar Named Desire, d'André Previn, a l'Òpera de San Francisco.

## Formació
Va estudiar a la Crane School of Music de la State University of New York at Potsdam. Durant els seus estudis va començar a cantar amb el trio de jazz Alger's en un bar situat prop del campus. El saxofonista de jazz Illinois Jacquet la va invitar a fer una gira amb la seua big band, però ella va estimar-se més continuar amb els seus estudis de grau a la Eastman School of Music de la Universitat de Rochester i a The Juilliard School.

## Enregistraments de música popular
Fleming ha fet enregistraments de música popular per als segells Polygram i Decca labels. També apareix en la banda sonora de la pel·lícula El senyor dels anells: El retorn del rei (2003) en la qual canta en sindarin. També va fer un duet amb Michael Bolton a "O Soave Fanciulla," que va sortir en el seu àlbum My Secret Passion.
Té un notable sentit de l'humor. Va aparèixer en el programa de televisió infantil fent una paròdia de l'ària Caro nome de Rigoletto, reemplaçant el text original per un altre destinat a ensenyar als infants a comptar fins al número cinc, cap avant i cap enrere.

## Discografia parcial
- Quatre darrers lieder de Richard Strauss, RCA 1996
- Àries de Mozart Decca 1996
- Lieder de Schubert Decca 1997
- Signatures Àries d'ôpera de Mozart, Verdi, Britten, Strauss, w. Georg Solti, Decca 1997
- The Beautiful Voice Decca 1998
- I Want Magic Àries d'Òpera Americana, Decca 1998
- Star Crossed Lovers Duets amb Plácido Domingo, Decca 1999
- Strauss Heroines Decca 1999
- Renée Fleming Decca 2001
- Night Songs Lieder de Debussy, Fauré, Marx, Strauss, Rakhmàninov, Decca 2001
- Bel Canto Àries de Donizetti, Bellini, Rossini, Decca 2002
- Under the Stars Duets de Broadway amb Bryn Terfel, Decca 2003
- By Request Decca 2003
- Àries de Handel Decca 2003/2004
- Requiem Philips 2004
- Haunted Heart Decca 2005
- Sacred Songs Decca 2005
- Homage - The Age of the Diva Decca 2006